# Sporotrichum laxum
Sporotrichum laxum är en svampart som beskrevs av Nees 1816. Sporotrichum laxum ingår i släktet Sporotrichum och familjen Fomitopsidaceae.   Inga underarter finns listade i Catalogue of Life.